# 全民熙
全民熙（英語：Jeon Min-Hee，1975年10月22日—）出生于大韩民国首尔市，著名奇幻小说家，被誉为“网游文学女王”、“亚洲身价最高的女作家”和“亚洲的乔安妮·凯瑟琳·罗琳”。

## 简介
1975年10月22日，全民熙出生于韩国首尔市，在韩国建国大学毕业。
23岁时，全民熙的处女作《岁月之石》在网络上发表，刷新了韩国网络文学的点击记录，一共点击400万次。
目前，全民熙在韩国的身价为180亿韩元（约合台幣5亿元），同时被封为“国民级作家”。其作品美国、日本、德国、中国大陆、香港、台湾畅销不衰。

## 风格
全民熙的奇幻作品，故事背景宏大恢廓，情感细腻深邃，人物个性独特鲜明。
全民熙受到西方文学影响重大，而对于中华文化，她受到影响的作家是鲁迅和金庸。

## 作品

### 太陽之塔系列
- 太陽之塔 1 （2009年12月 / 韓語 /ISBN 8959521965）
- 太陽之塔 2 （2009年12月 / 韓語 /ISBN 8959521973）
- 太陽之塔 3 （2010年3月 / 韓語 /ISBN 895952199X）
- 太陽之塔 4 （2010年7月 / 韓語 /ISBN 8959522090）
- 太陽之塔 5 （2012年5月 / 韓語 /ISBN 8959522562）

### 阿倫德年代紀系列
- 《岁月之石：四季之鍊》，蓋亞文化，2010年，ISBN 9789866473364。
- 《岁月之石：妖精環》，蓋亞文化，2011年，ISBN 9789866473951。
- 《岁月之石：橫越春之大陸》，蓋亞文化，2011年，ISBN 9789866157240。
- 《岁月之石：兩百年的約定》，蓋亞文化，2011年，ISBN 9789866157387。
- 《岁月之石：記憶風暴》，蓋亞文化，2011年，ISBN 9789866157615。
- 《岁月之石：幻象之地》，蓋亞文化，2012年，ISBN 9789863190011。
- 《岁月之石：無法長留的安息之地》，蓋亞文化，2013年，ISBN 9789863190271。
- 《岁月之石：命運，以及永恆》，蓋亞文化，2013年，ISBN 9789863190448。

### 符文之子系列

#### 簡體版
- 《符文之子：卷入风暴》，民族出版社，2004年，ISBN 9787105059836。
- 《符文之子：冲出陷阱》，民族出版社，2004年，ISBN 9787105059836。
- 《符文之子：存活之岛》，民族出版社，2004年，ISBN 9787105059836。
- 《符文之子：鲜血永存》，民族出版社，2004年，ISBN 9787105059836。
- 《符文之子：染血盛宴》，民族出版社，2004年，ISBN 9787105059836。
- 《符文之子：选择黎明》，民族出版社，2004年，ISBN 9787105059836。

#### 繁體版
- 《符文之子：冬日之劍》，蓋亞文化，2007年，ISBN 9789866815133。
- 《符文之子：衝出陷阱，捲入暴風》，蓋亞文化，2007年，ISBN 9789866815140。
- 《符文之子：存活者之島》，蓋亞文化，2007年，ISBN 9789866815157。
- 《符文之子：不消失的血》，蓋亞文化，2007年，ISBN 9789866815164。
- 《符文之子：兩把劍，四個名》，蓋亞文化，2007年，ISBN 9789866815171。
- 《符文之子：封印之地的呼喚》，蓋亞文化，2007年，ISBN 9789866815188。
- 《符文之子：選擇黎明》，蓋亞文化，2007年，ISBN 9789866815195。

### 德莫尼克系列
- 《德莫尼克：不是所有的孩子都是天使》，蓋亞文化，2005年，ISBN 9867450388。
- 《德莫尼克：微笑的假面》，蓋亞文化，2005年，ISBN 9867450418。
- 《德莫尼克：失落的一角》，蓋亞文化，2006年，ISBN 9867450442。
- 《德莫尼克：劇院裡的人們》，蓋亞文化，2007年，ISBN 9867450574。
- 《德莫尼克：海螺島的公爵》，蓋亞文化，2007年，ISBN 9867450698。
- 《德莫尼克：紅霞島的祕密》，蓋亞文化，2007年，ISBN 9789866815089。
- 《德莫尼克：躲避者，尋找者》，蓋亞文化，2007年，ISBN 9789866815355。
- 《德莫尼克：與影隨行》，蓋亞文化，2009年，ISBN 9789866815485。

### 上古世纪
- 《上古世纪 冷杉与鹰》，聚石文华代理，作家出版社发行，2013年 ISBN 9787506367479。

## 评价
青春文学作家饶雪漫：“如果说有一本书能改编成网游，那是运气；如果说从处女作开始，本本书都能改编成网游，那就是真正的牛人。世界上这样的奇幻作家也只有全民熙一人了，这个一般作家比不了，甚至一辈子的版税，也赶不上她的一部作品的网游改编费”。
悬疑文学作家周德东：“写奇幻小说可以改编成网游，目前悬疑小说家还没有做到，悬疑小说改编最多的是影视，改编成网游的概率很小，所以奇幻小说家成为富豪的概率比悬疑小说家大得多。”
女作家李巍：“无与伦比！每部作品都获得了巨大成功，每部作品都被改编成了世界顶级网游，简直不可思议！传奇！”
悬疑文学作家童亮：“太强悍了！三部书的收入就顶上无数中国作家的全部收入！”
青年作家安坤：“女神！让中国写书的男人们情何以堪啊！”